# Rzerzęczyca (gromada)
Rzerzęczyca (w latach 1960. i 1970. Rzerzęczyce) – dawna gromada, czyli najmniejsza jednostka podziału terytorialnego Polskiej Rzeczypospolitej Ludowej w latach 1954–1972.
Gromady, z gromadzkimi radami narodowymi (GRN) jako organami władzy najniższego stopnia na wsi, funkcjonowały od reformy reorganizującej administrację wiejską przeprowadzonej jesienią 1954 do momentu ich zniesienia z dniem 1 stycznia 1973, tym samym wypierając organizację gminną w latach 1954–1972.
Gromadę Rzerzęczyca siedzibą GRN w Rzerzęczycy (w obecnym brzmieniu: Rzerzęczyce) utworzono – jako jedną z 8759 gromad na obszarze Polski – w powiecie radomszczańskim w woj. łódzkim, na mocy uchwały nr 36/54 WRN w Łodzi z dnia 4 października 1954. W skład jednostki weszły obszary dotychczasowych gromad Rzerzęczyca i Adamów oraz wieś Niwki z dotychczasowej gromady Witkowice ze zniesionej gminy Kłomnice w tymże powiecie. Dla gromady ustalono 15 członków gromadzkiej rady narodowej.
31 grudnia 1961 do gromady Rzerzęczyce przyłączono osadę leśną Kopce, wieś i parcelę Skrzydlów, wieś Trząska-Zawodzie oraz wieś Zamłynie ze zniesionej gromady Skrzydlów, a także wieś i parcelę Chorzenice, kolonię i osadę Michałów, wieś Przybyłów, kolonię Tomaszów-Niwki, wieś i parcelę Witkowice oraz osadę leśną Wymysłów ze zniesionej gromady Witkowice.
W latach 1960. i 1970. jednostka występuje w spisach jako gromada Rzerzęczyce.
Gromada przetrwała do końca 1972 roku, czyli do kolejnej reformy gminnej.